# Š nuoraid magasiidna
Š nuoraid magasiidna (eller bara Š) är en samisk ungdomstidning som utkommer fyra gånger per år. Tidskriften har utkommit sedan 1993.  Den är i huvudsak skriven på nordsamiska, men även på sydsamiska, lulesamiska och norska.